# Tomas Lindahl
Tomas Lindahl (Stoccolma, 28 gennaio 1938) è un chimico e ricercatore svedese, specializzato in oncologia. Nel 2015 ha ricevuto il premio Nobel per la chimica assieme al chimico americano Paul Modrich e al chimico turco Aziz Sancar per gli studi sui meccanismi di riparazione del DNA.

## Educazione
Tomas Lindahl è nato a Kungsholmen, Stoccolma, Svezia da Folke Robert Lindahl e Ethel Hulda Hultberg. Ha ottenuto diversi dottorati di ricerca, fra cui nel 1970 al Istituto Karolinska di Stoccolma ed in seguito presso la Princeton University e la Università Rockefeller.

## Carriera
Dal 1978 al 1982 fu professore di chimica medica presso l'Università di Göteborg. Dopo essersi spostato nel Regno Unito, nel 1981 entrò in qualità di ricercatore alla Imperial Cancer Research Fund (adesso Cancer Research UK). Dal 1986 al 2005 fu il primo direttore della ricerca sul cancro dei Clare Hall Laboratories presso Hertfordshire e dal 2005 fa parte del Francis Crick Institute. Continuò lì la ricerca fino al 2009. Ha contribuito a molti scritti sul DNA e sul cancro.

## Onorificenze
Lindahl fu eletto membro dell'EMBO nel 1974 e membro della Royal Society del 1988. È anche membro della Accademia norvegese delle scienze e delle lettere.
Lindahl ricevette dalla Royal Society la Medaglia Royal nel 2007. Fu insignito nel 2010 della Medaglia Copley.
Condivise con Paul Modrich e Aziz Sancar il premio Nobel per la Chimica nel 2015, grazie ai loro studi sui meccanismi di riparazione del DNA.